# Јелена Којовић Тепић
Јелена Којовић Тепић (Сарајево, 1973) српски је писац и новинар.

## Биографија
Рођена је у Сарајеву 1973. године, гдје је завршила основну школу и гимназију. С почетком рата у БиХ сели се у Београд, гдје завршава Филолошки факултет, одсјек за Српску и светску књижевност. Након кратког искуства у просвјети, почиње да ради као сценариста у Дјечјем програму РТС, а за вријеме бомбардовања Србије склања се у Бањалуку у којој и дан данас живи. Од 1999. године ради на Радио телевизији Републике Српске као новинар и уредник у програму за културу, те као сценариста за дјечји програм. На РТРС је снимљено више стотина дјечјих емисија по њеним сценаријима. Такође је аутор више стотина емисија о умјетности.
Аутор је сценарија за популарне дјечје тв серијале Ниџо Цврчак, Ветеринар Боле,Чика Благоје у свијету играчака, Кики шоу и многих других које су се емитовале на РТРС. Запослена је на РТРС, гдје ради емисију из културе „Арт машина”.

### Књиге за одрасле
- „Не прислушкуј то што сањам”, поезија, Бањалука 1997,
- „Код вјечите славине”, драма, часопис за позориште Сцена, Бањалука 2014.

### Књиге за дјецу
- „Кућа времена”, роман, Бесједа, Бањалука 2014,
- „Благоје у свијету играчака”, пет књига са по пет прича, АЕОН продукција, Бањалука 2015,
- „Авантуре Трбе и Дугог - Књига прва”, Прва илустрована бајка, АЕОН продукција , Бањалука 2015.[1]
- „Авантуре Трбе и Дугог - Потрага за змајоспасом” - Друга илустрована бајка, АЕОН продукција, Бањалука, 2016.
- „Авантуре Трбе и Дугог - Изгубљени рецепти доктора зеца” - Трећа илустроавана бајка, АЕОН продукција, Бањалука, 2017.[2]
- „Авантуре Трбе и Дугог - Ништа без принцес торте" - Четврта илустрована бајка, АЕОН продукција, Бањалука, 2019
- „Авантуре Трбе и ДУгог - И Змај понкеад погријеши" - Пета илустрована бајка, АЕОН продукција, Бањалука, 2020

## Награде и признања
Добитник је награде Београдског драмског позоришта за драмски текст. Представа Истина не боли, по драмском тексту Код вјечите славине, премијерно је одиграна 15. децембра 2015. године на сцени Петар Кочић, Народног позоришта Републике Српске.